# Amblysaphes
Amblysaphes is een kevergeslacht uit de familie van de boktorren (Cerambycidae). De wetenschappelijke naam van het geslacht werd voor het eerst geldig gepubliceerd in 1885 door Bates.

## Soorten
Amblysaphes is monotypisch en omvat slechts de volgende soort:
- Amblysaphes striatus Bates, 1885